# Heudreville-sur-Eure
Heudreville-sur-Eure is een gemeente in het Franse departement Eure (regio Normandië). De plaats maakt deel uit van het arrondissement Les Andelys. Heudreville-sur-Eure telde op 1 januari 2022 1.066 inwoners.

## Geografie
De oppervlakte van Heudreville-sur-Eure bedroeg op 1 januari 2022 14,15 vierkante kilometer; de bevolkingsdichtheid was toen 75,3 inwoners per km².

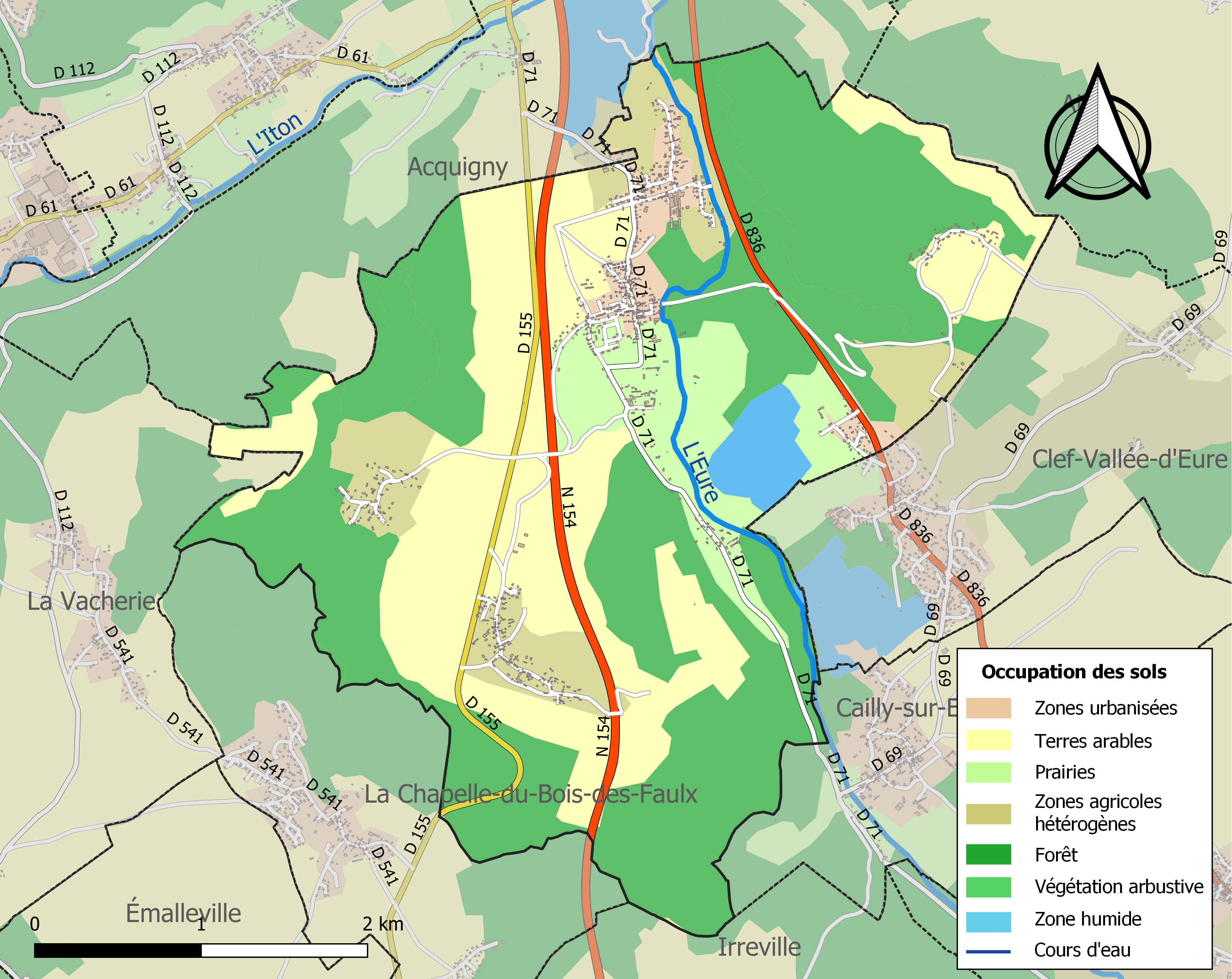
Kaart van de gemeente met belangrijkste infrastructuur, bodemgebruik en omliggende gemeenten

## Demografie
Onderstaande figuur toont het verloop van het inwonertal (bron: INSEE-tellingen).